# GCA
GCA (англ. Grancalcin) – білок, який кодується однойменним геном, розташованим у людей на короткому плечі 2-ї хромосоми.  Довжина поліпептидного ланцюга білка становить 217 амінокислот, а молекулярна маса — 24 010.
| 10         |  | 20         |  | 30         |  | 40         |  | 50         |
| ---------- |  | ---------- |  | ---------- |  | ---------- |  | ---------- |
| MAYPGYGGGF |  | GNFSIQVPGM |  | QMGQPVPETG |  | PAILLDGYSG |  | PAYSDTYSSA |
| GDSVYTYFSA |  | VAGQDGEVDA |  | EELQRCLTQS |  | GINGTYSPFS |  | LETCRIMIAM |
| LDRDHTGKMG |  | FNAFKELWAA |  | LNAWKENFMT |  | VDQDGSGTVE |  | HHELRQAIGL |
| MGYRLSPQTL |  | TTIVKRYSKN |  | GRIFFDDYVA |  | CCVKLRALTD |  | FFRKRDHLQQ |
| GSANFIYDDF |  | LQGTMAI    |  |            |  |            |  |            |

A: Аланін

C: Цистеїн

D: Аспарагінова кислота

E: Глутамінова кислота

F: Фенілаланін

G: Гліцин

H: Гістидин

I: Ізолейцин

K: Лізин

L: Лейцин

M: Метіонін

N: Аспарагін

P: Пролін

Q: Глутамін

R: Аргінін

S: Серин

T: Треонін

V: Валін

W: Триптофан

Задіяний у такому біологічному процесі як поліморфізм. 
Білок має сайт для зв'язування з іонами металів, іоном кальцію. 
Локалізований у цитоплазмі, мембрані.